# Live at Madison Square Garden (Bon Jovi)
Live at Madison Square Garden è il quinto video dal vivo pubblicato dalla rock band statunitense Bon Jovi. Il video è stato registrato il 14 e 15 luglio 2008 al Madison Square Garden di New York, durante i concerti conclusivi del Lost Highway Tour. La scaletta è un mix delle canzoni suonate durante le due serate.
Il video, diretto da Anthony M. Bongiovi e Brian Lockwood, è stato pubblicato in Europa, Giappone e Australia nell'autunno 2009, mentre negli Stati Uniti e in Canada nel maggio 2010.

## Scaletta
Brani tratti dal concerto del 15 luglio
1. Lost Highway - 4:19
2. Born to Be My Baby - 5:08
3. Blaze of Glory - 6:07
4. It's My Life - 3:45
5. Keep the Faith - 6:20
6. Raise Your Hands - 4:52
7. Living in Sin / Chapel of Love - 5:54
(Chapel of Love è una cover dell'omonimo brano dei Dixie Cups)
8. Always - 7:22
9. Whole Lot of Leavin' - 5:04
10. In These Arms - 7:25
11. We Got it Going On - 4:43
12. I'll be There for You - 8:46 - cantata da Richie Sambora
13. (You Want To) Make a Memory - 4:42
14. Blood on Blood - 6:01
15. Dry County - 9:56
16. Have a Nice Day - 4:22
17. Who Says You Can't Go Home - 6:55
18. Hallelujah - 8:59
(cover dell'omonimo brano di Leonard Cohen)
19. Wanted Dead or Alive - 5:39
20. Livin' on a Prayer - 6:09
21. titoli di coda (sottofondo: Bad Medicine) - 4:32
(solo audio, ma tratto dal concerto)

### Bonus tracks
Brani tratti dal concerto del 14 luglio
1. You Give Love a Bad Name - 4:04
2. Runaway - 5:10
3. Bed of Roses - 8:11

Durata totale: 144:15

## Edizione Blu-ray
La versione Bluray contiene 2 dischi: oltre al concerto contiene come disco bonus il documentario When We Were Beautiful.